# Średnie (Kliszów)
Średnie – część wsi Kliszów w Polsce, położona w województwie świętokrzyskim, w powiecie pińczowskim, w gminie Kije.
W latach 1975–1998 Średnie administracyjnie należało do województwa kieleckiego.